# 伞花芒毛苣苔
伞花芒毛苣苔（学名：Aeschynanthus macranthus），为苦苣苔科芒毛苣苔属下的一个植物种。其种加词“Macranthus ”意为“大花的”。